# Maria Maddalena Musi
Maria Maddalena Musi, genannt „la Mignatti“ oder „la Mignatta“ (18. Juni 1669 in Bologna – 2. Mai 1751 ebenda) war eine italienische Opernsängerin (Sopran) des Hochbarock. Sie war eine der beliebtesten und höchstbezahlten Sängerinnen ihrer Zeit.

## Leben
Ihre Eltern Antonio Maria Musi und Lucrezia Mignati waren ebenfalls Sänger.  Maddalenas Spitzname „la Mignatta“ leitet sich vom Nachnamen ihrer Mutter ab, ist aber ein Wortspiel und bedeutet: „Blutegel“ (vermutlich in Anspielung auf ihre Geldgier).
Spätestens ab 1688 stand sie in Diensten des Herzogs von Mantua, Ferdinando Carlo von Gonzaga-Nevers. Mit seiner Erlaubnis sang sie in dem nämlichen Jahr in Reggio Emilia die Rolle des Amor in der Oper Amor non inteso (Komponist nicht bekannt). Ab dem 24. Juni 1689 zahlte ihr der Herzog ein jährliches Gehalt, gab ihr einen Reisepass und verlieh ihr den Titel „virtuosa“, den sie mindestens bis 1702 führte. Später wurde der Herzog zuweilen in berufliche Probleme der Musi verwickelt und musste beispielsweise vermitteln, als sie im Jahr 1692 sowohl Verträge mit dem Theater in Genua als auch dem Teatro Fontanelli in Modena unterzeichnet hatte.
Der Höhepunkt ihrer Laufbahn lag etwa zwischen 1688 und 1702, als sie zu den gefragtesten Sängerinnen ihrer Zeit gehörte und mit den bedeutendsten Komponisten zusammenwirkte. Sie trat nicht nur in Frauen-, sondern häufig auch en travestie in Männerrollen auf.
1689 sang sie u. a. in Legrenzis Giustino in Genua und in Giacomo Antonio Pertis Dionisio Siracusano in Parma. Von 1688 bis 1697 war sie häufig in Mailand am herzoglichen Theater, darunter 1696 in einer Produktion von Pallavicinos (?) Penelope la casta mit Margherita Salicola und Siface (Giovanni Antonio Grossi). Im selben Zeitraum trat sie in Parma und Piacenza in Opern auf, die von Bernardo Sabadini, dem Kapellmeister der Farnese, komponiert oder arrangiert wurden.
1690 und 1691 war Maddalena Musi im Teatro Fontanelli in Modena und sang in Werken von Perti und Antonio Giannettini, sowie in Giovanni Legrenzis Eteocle e Polinice, wo sie neben den berühmten Kastraten Siface und Cortona (Domenico Cecchi) auf der Bühne stand.
Am 27. August 1692 gehörte sie zu den Mitwirkenden einer Serenata im Palazzo des Senators Albergati in Bologna, mit Musik des Grafen Pirro Albergati Capacelli.
Der überaus musikliebende Ferdinando de’ Medici, Erbprinz der Toskana, engagierte Maddalena Musi häufig zwischen 1693 und 1702 zu den Theateraufführungen in seiner Villa in Pratolino, wo sie unter anderem in Werken von Perti und Alessandro Scarlatti mitwirkte. Als sie 1694 in Bologna in der Oper La Forza della virtù auftrat (mit Musik von Carlo Francesco Pollarolo und Perti), ließ ihr der Prinz durch seinen Lieblingssopranisten Checchino de’ Massimi (eigtl. Francesco De Castris) und andere Kavaliere als Geschenk ein silbernes Becken überreichen, das mit Sonetten auf die Sängerin und mit kostbaren Spitzen und goldenen Fransen gefüllt war. Während derselben Oper kam es zu aggressiven Auseinandersetzungen zwischen den Anhängern der Musi und denen der „Polacchina“ (eine der Schwestern Livia oder Lucia Nannini). Auch in den folgenden Jahren bis 1697 trat die Musi am Teatro Malvezzi in Bologna auf, in Opern und Pasticci von Perti.
Ab 1696 war sie auch am San Bartolomeo in Neapel, wo sie in einer Reihe wichtiger Uraufführungen teilnahm, u. a. in der Rolle des Prenesto in Giovanni Bononcinis erfolgreicher Oper Il Trionfo di Camilla (Libretto von Silvio Stampiglia), neben Vittoria Tarquini und Cortona (Domenico Cecchi). Darüber hinaus trat sie am San Bartolomeo in zahlreichen Opern von Alessandro Scarlatti auf, darunter in Comodo Antonino (November 1696), und La caduta de’ decemviri (Dezember 1697), wo sie zusammen mit Stars wie Matteuccio, Vittoria Tarquini und dem jungen „Nicolino“ (Nicola Grimaldi) auf der Bühne stand. In den meisten dieser Opern trat sie als Mann bzw. als primo uomo auf, obwohl mit Sängern wie Matteuccio, Nicola Paris oder Nicolino genügend erstklassige Kastraten zur Verfügung standen (siehe unten Rollenliste), einige Male sang sie sogar die männliche Titelrolle, wie z. B. in Bononcinis Muzio Scevola im Karneval 1698.

Im Jahr 1700 kam es in Neapel zu Schwierigkeiten, als die Saison wegen des Todes von Karl II., dem König von Spanien, und der dadurch ausgelösten Trauerzeit unterbrochen werden musste. Als der Vizekönig von ihr verlangte, dass sie bis Juni dableiben sollte (ohne aufzutreten), stellte die Musi die Bedingung, dass sie die volle Summe für die gesamte Saison bekäme „plus einen Honorarvorschuss“. Das machte den Vizekönig so wütend, dass er ihr nur ein Drittel ihrer Gage bezahlte und befahl, Neapel innerhalb von 4 Stunden zu verlassen. Die Sängerin suchte Hilfe bei einer Adligen, die wenigstens erreichte, dass sie mehr Zeit für ihre Abreise bekam. Trotzdem sang die Musi auch in den folgenden Jahren wieder in Neapel, u. a. in A. Scarlattis Tito Sempronio Gracco (Februar 1702) und Tiberio imperatore d’Oriente (Mai 1702, Neapel).
Im Jahr 1700 bezeichnete der Bologneser Impresario Marconi in einer von ihm erstellten Liste der berühmtesten Sängerinnen Maddalena Musi als „die Beste von Allen“ („megliore di tutte“); das von ihr geforderte Honorar von 500 spanischen Dublonen war zu dieser Zeit etwa doppelt so hoch wie das anderer berühmter Sängerinnen, wie Diamante Scarabelli oder Vittoria Ricci (die 200 bzw. 260 Dublonen erhielten).
Am 22. April 1703 heiratete die Musi einen Adligen aus Bologna namens Pietro Berni degli Antonii (der in der Literatur manchmal verwechselt wird mit dem Komponisten Pietro degli Antonii !). Ihre Mitgift bestand in 75.000 Bologneser Lire. Das dabei aufgestellte Inventar gibt Auskunft über ihr weiteres Vermögen, das u. a. in Immobilien in Florenz und Venedig bestand und in einem Haus in Bologna, das sie 1694 von Verwandten des Komponisten Perti erworben hatte. Hinzu kamen Bücher, Noten, Silber, Porzellan und einige Gemälde, darunter zwei heute verschollene Porträts von ihr, davon eins in einer männlichen Bühnenrolle.
Am 3. Februar 1706 gebar sie einen Sohn Carlo Antonio Ferdinando, dessen Taufpate Ferdinando de’ Medici war; das Kind starb jedoch bald darauf.
In zwei 1710 erschienenen Satiren wurde sie zur Zielscheibe des Spottes, zusammen mit anderen Berühmtheiten aus Bologna.
Zu einem skandalösen Zwischenfall kam es am 24. März 1726 im Heiligtum der Madonna della Pioggia in Bologna, als die Musi von der Frau eines Notars als „Bühnenabfall“ („avanzo di scena“) beschimpft und daraufhin handgreiflich wurde.
Maddalena Musi starb mit fast 82 Jahren in Bologna am 2. Mai 1751, in der Gemeinde San Martino.
Von ihrer Stimme existieren keine zeitgenössischen Beschreibungen. In den für Musi komponierten Werken wird eine Sopranstimme von großer Agilität, mit einem Umfang von etwa d‘ bis a‘‘ verlangt.
Sechi warnt vor einigen Missverständnissen in der Literatur, unter anderem wurde Maria Maddalena Musi von Galeati mit der Bologneser Altistin Rosa Mignatti (gestorben in Forlì 1739) verwechselt, die zwischen 1710 und 1729 wirkte. Auch besteht keine Verbindung zu den Sopranistinnen Francesca Miniati (oder Mignatti) aus Bologna (aktiv von 1704 bis 1721), oder Giovanna Maria Musi (oder Mussi) Romera aus Turin (aktiv von 1703 bis 1721).

## Rollen für Maria Maddalena Musi
Die folgenden Partien wurden ausdrücklich für die Stimme der Musi komponiert. Die Liste erhebt keinen Wert auf Vollständigkeit, zumal im 17. Jahrhundert oft die Sänger (und manchmal auch die Komponisten) von Opernaufführungen nicht bekannt sind. Daneben sang sie auch in bereits bestehenden Werken, die teilweise in der obigen Biographie genannt werden.
- Doride in Dionisio siracusano von Giacomo Antonio Perti; UA[14]: Karneval 1689, Parma, Nuovo Teatro Ducale[15]
- Autonoe in Amor spesso inganna von Bernardo Sabadini; UA: 1689, Parma[16]
- Idrena in L’Aiace von Carlo Ambrogio Lonati; UA.:1694, Mailand, Regio Teatro; mit Siface (Giov. Fr. Grossi) und Domenico Cecchi gen. „Cortona“ u. a.[17]
- Pompeiano in Comodo Antonino von Alessandro Scarlatti; UA: 18. November 1696, Neapel, Teatro San Bartolomeo; mit Cortona (Domenico Cecchi), Vittoria Tarquini, Barbara Riccioni u. a.[18]
- Simandro in L’Emireno (overo il consiglio dell’ombra) von Alessandro Scarlatti; 2. Februar 1696, Neapel, Teatro San Bartolomeo; mit Vittoria Tarquini, Domenico Cecchi gen. „Cortona“, Giov. Battista Cavana u. a.[19]
- Prenesto in Il Trionfo di Camilla, regina de’ Volsci von Giovanni Bononcini; UA: 27. Dezember 1696, Neapel, Teatro San Bartolomeo; u. a. mit Vittoria Tarquini und Domenico Cecchi „il Cortona“[20]
- Eraclea in La virtù trionfante dell’inganno von Bernardo Sabadini; UA: April 1697, Piacenza, Nuovo Teatro Ducale; mit Matteuccio (Matteo Sassano) u. a.[21]
- Valeria in La caduta de’ decemviri von Alessandro Scarlatti; UA: 15. Dezember 1697, Neapel, Teatro San Bartolomeo; u. a. mit Matteuccio (Matteo Sassano), Vittoria Tarquini und Nicola Grimaldi gen. „Nicolini“[22]
- Titelrolle in Il Muzio Scevola von Giovanni Bononcini; UA: Karneval 1698, Neapel, Teatro San Bartolomeo; u. a. mit Matteuccio (Matteo Sassano), Vittoria Tarquini und Nicola Grimaldi gen. „Nicolini“[23]
- Emilia in Il prigioniero fortunato von Alessandro Scarlatti; 1698, Neapel, Teatro San Bartolomeo; mit Nicolino (Nicolò Grimaldi), Giov. Battista Cavana u. a.[24]
- Demetrio in Gl’inganni felici von Alessandro Scarlatti; 6. November 1699, Neapel, Teatro San Bartolomeo; mit Nicola Paris u. a.[25]
- Giulio Cesare in Cesare in Alessandria von Giuseppe Antonio Vincenzo Aldrovandini; UA: Sommer 1699, Neapel, Teatro San Bartolomeo; u. a. mit Nicola Paris und Lucia Nannini gen. „la Pollacchina“[26]
- Decio in L’Eraclea von Alessandro Scarlatti; 30. Januar 1700, Neapel, Teatro San Bartolomeo; mit Nicola Paris u. a.[27]
- Mario Alfio in Tito Sempronio Gracco von Alessandro Scarlatti; Februar 1702, Neapel, Teatro San Bartolomeo[28]
- Titelrolle in Tiberio imperatore d’Oriente von Alessandro Scarlatti; 8. oder 17. Mai 1702, Neapel, Teatro San Bartolomeo; mit Nicola Paris, Nicola Grimaldi gen. „Nicolino“[29]

## Einzelanmerkungen
1. 1 2 3 4 5 6  Paola Besutti: Musi (degli Antoni), Maria Maddalena [‘La Mignatti’, ‘La Mignatta’], online auf  Oxford Music online (englisch; Abruf am 12. November 2019)
2. 1 2 3 4 5 6 7 8 9 10 11 12 13 14 15 16 17 18 19 20 21 22 23 24 25 26 27  Giovanni Andrea Sechi: Musi, Maria Maddalena (detta la Mignatta), in: Dizionario Biografico degli Italiani, Volume 77, 2012, online auf Treccani (italienisch; Abruf am 12. November 2019)
3. ↑  Penelope la casta (Anonimo) im Corago-Informationssystem der Universität Bologna.
4. ↑  Eteocle e Polinice (Giovanni Legrenzi) im Corago-Informationssystem der Universität Bologna.
5. ↑  La forza della virtù (Carlo Francesco Pollarolo) im Corago-Informationssystem der Universität Bologna.
6. ↑  Comodo Antonino (Alessandro Scarlatti) im Corago-Informationssystem der Universität Bologna.
7. ↑  La caduta de’ decemviri (Alessandro Scarlatti) im Corago-Informationssystem der Universität Bologna.
8. ↑  Il Muzio Scevola (Giovanni Bononcini) im Corago-Informationssystem der Universität Bologna.
9. 1 2  John Rosselli: Singers of italian Opera: the history of a profession, Cambridge University Press, 1995,  S. 22, online: Google-Books (englisch; Abruf am 12. November 2019)
10. ↑  Tito Sempronio Gracco (Alessandro Scarlatti) im Corago-Informationssystem der Universität Bologna.
11. ↑  Tiberio imperatore d’Oriente (Alessandro Scarlatti) im Corago-Informationssystem der Universität Bologna.
12. ↑  „Maria Maddalena Musi dite la Mignatta“, Artikel online auf  Quell‘usignolo (französisch; abgerufen am 14. November 2019)
13. ↑  Es muss eventuell berücksichtigt werden, dass der Stimmton vermutlich tiefer war, je weiter man nach Süden kam, wodurch man in Rom und Neapel zu dieser Zeit vermutlich etwa einen Ton tiefer sang (ca. a‘=392) als heute (a‘=440). Das würde zu einem im Barock normalen realen Umfang von c‘ bis g‘‘ führen.
14. ↑  "UA" steht für Uraufführung.
15. ↑  Dionisio siracusano (Giacomo Antonio Perti) im Corago-Informationssystem der Universität Bologna.
16. ↑  Amor spesso inganna (Bernardo Sabadini) im Corago-Informationssystem der Universität Bologna.
17. ↑  L’Aiace (Carlo Ambrogio Lonati) im Corago-Informationssystem der Universität Bologna.
18. ↑  Comodo Antonino (Alessandro Scarlatti) im Corago-Informationssystem der Universität Bologna.
19. ↑  L’Emireno overo il consiglio dell’ombra (Alessandro Scarlatti) im Corago-Informationssystem der Universität Bologna.
20. ↑  Il trionfo di Camilla regina de’ Volsci (Giovanni Bononcini) im Corago-Informationssystem der Universität Bologna.
21. ↑  La virtù trionfante dell’inganno (Bernardo Sabadini) im Corago-Informationssystem der Universität Bologna.
22. ↑  La caduta de’ decemviri (Alessandro Scarlatti) im Corago-Informationssystem der Universität Bologna.
23. ↑  Il Muzio Scevola (Giovanni Bononcini) im Corago-Informationssystem der Universität Bologna.
24. ↑  Il prigioniero fortunato (Alessandro Scarlatti) im Corago-Informationssystem der Universität Bologna.
25. ↑  Gl’inganni felici (Alessandro Scarlatti) im Corago-Informationssystem der Universität Bologna.
26. ↑  Cesare in Alessandria (Giuseppe Antonio Vincenzo Aldrovandini) im Corago-Informationssystem der Universität Bologna.
27. ↑  L’Eraclea (Alessandro Scarlatti) im Corago-Informationssystem der Universität Bologna.
28. ↑  Tito Sempronio Gracco (Alessandro Scarlatti) im Corago-Informationssystem der Universität Bologna.
29. ↑  Tiberio imperatore d’Oriente (Alessandro Scarlatti) im Corago-Informationssystem der Universität Bologna.

| Personendaten    | Personendaten                                      |
| ---------------- | -------------------------------------------------- |
| NAME             | Musi, Maria Maddalena                              |
| ALTERNATIVNAMEN  | Mignatti, la; Mignatta, la                         |
| KURZBESCHREIBUNG | italienische Opernsängerin (Sopran) des Hochbarock |
| GEBURTSDATUM     | 18. Juni 1669                                      |
| GEBURTSORT       | Bologna                                            |
| STERBEDATUM      | 2. Mai 1751                                        |
| STERBEORT        | Bologna                                            |